# آراتورز
آراتورز (به اسپانیایی: Aratorés) یک منطقه مسکونی در اسپانیا است که در Castiello de Jaca واقع شده‌است. آراتورز ۴۰ نفر جمعیت دارد و ۱٬۰۲۱ متر بالاتر از سطح دریا واقع شده‌است.